# Bent Hamer

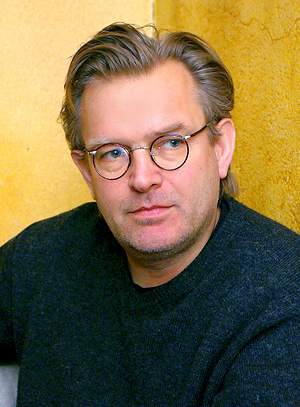
Bent Hamer, 2008

Bent Hamer (* 1956 in Sandefjord, Norwegen) ist ein norwegischer Regisseur, Drehbuchautor und Filmproduzent.
Er studierte Filmtheorie und Literatur an der Universität Stockholm und wurde mit mehreren Preisen für seine Filme ausgezeichnet, unter anderem mit dem Europäischen Verleihpreis für Kitchen Stories bei den Internationalen Filmfestspielen von Cannes 2003. Im Jahr 2008 wurde sein Spielfilm O’ Horten als offizieller norwegischer Beitrag für die Nominierung um den besten fremdsprachigen Film bei der Oscarverleihung 2009 ausgewählt.

## Filmografie
- 1991: Søndagsmiddag
- 1994: Applaus
- 1995: Eierkopf (Eggs)
- 1998: En dag til i solen
- 2003: Kitchen Stories (Salmer fra kjøkkenet)
- 2005: Alt for Norge (Fernsehserie)
- 2005: Factotum
- 2007: O’ Horten
- 2010: Home for Christmas (Hjem til jul)
- 2014: 1001 Gramm
- 2021: The Middle Man